# Comté de Nantucket
Le comté de Nantucket est un comté de l'État de Massachusetts aux États-Unis. Au recensement de 2000, il comptait 10 537 habitants. Le territoire du comté de Nantucket recouvre l'île de Nantucket, ainsi que les îles voisines de Tuckernuck et Muskeget, forme le plus petit comté de l'État. Son siège est Nantucket.